# Campylaspis frigida
Campylaspis frigida is een zeekommasoort uit de familie van de Nannastacidae. De wetenschappelijke naam van de soort is voor het eerst geldig gepubliceerd in 1908 door Hansen.